# GP Sofie Goos
O GP Sofie Goos (oficialmente: Grote Prijs Sofie Goos) é uma corrida ciclista profissional feminina de um dia que se disputa anualmente a princípios do mês de julho mediante um circuito urbano no distrito de Borgerhout na cidade de Antuérpia na Bélgica.
A primeira edição disputou-se no ano 2016 com o nome de Grote Prijs Borgerhout e foi vencida pela ciclista neerlandesa Floortje Mackaij. Em 2017, a prova foi renomeada como Grote Prijs Sofie Goos em nome da triatleta belga Sofie Goos com o fim de lhe dar maior promoção ao evento. Desde o ano 2018 a carreira faz parte do do Calendário UCI Feminino como carreira de categoria 1.2 e do Lotto Cycling Cup feminino.

## Palmarés
| Ano  | Vencedor           | Segundo             | Terceiro         |
| ---- | ------------------ | ------------------- | ---------------- |
| 2016 | Floortje Mackaij   | Laura Vainionpää    | Eva Van Den Born |
| 2017 | Sarah Inghelbrecht | Laura Vainionpää    | Loes Sels        |
| 2018 | Lorena Wiebes      | Janine van der Meer | Nguyễn Thị Thật  |
| 2019 | Daniela Gass       | Kylie Waterreus     | Marthe Truyen    |

## Palmarés por países
| País          | Vitórias |
| ------------- | -------- |
| Países Baixos | 2        |
| Bélgica       | 1        |